# Badminton-Europameisterschaft 2006
Die 20. Badminton-Europameisterschaften fanden vom 12. bis zum 16. April 2006 im Maaspoort Sports & Events in Den Bosch, Niederlande, statt.

## Medaillengewinner
| Disziplin    | Gold                                 | Silber                         | Bronze                                     |
| ------------ | ------------------------------------ | ------------------------------ | ------------------------------------------ |
| Herreneinzel | Peter Gade                           | Kenneth Jonassen               | Joachim Persson                            |
| Herreneinzel | Peter Gade                           | Kenneth Jonassen               | Niels Christian Kaldau                     |
| Dameneinzel  | Xu Huaiwen                           | Mia Audina                     | Juliane Schenk                             |
| Dameneinzel  | Xu Huaiwen                           | Mia Audina                     | Yao Jie                                    |
| Herrendoppel | Jens Eriksen Martin Lundgaard Hansen | Carsten Mogensen Mathias Boe   | Robert Blair Anthony Clark                 |
| Herrendoppel | Jens Eriksen Martin Lundgaard Hansen | Carsten Mogensen Mathias Boe   | Michał Łogosz Robert Mateusiak             |
| Damendoppel  | Donna Kellogg Gail Emms              | Juliane Schenk Nicole Grether  | Elin Bergblom Johanna Persson              |
| Damendoppel  | Donna Kellogg Gail Emms              | Juliane Schenk Nicole Grether  | Lena Frier Kristiansen Kamilla Rytter Juhl |
| Mixed        | Thomas Laybourn Kamilla Rytter Juhl  | Jens Eriksen Mette Schjoldager | Robert Mateusiak Nadieżda Kostiuczyk       |
| Mixed        | Thomas Laybourn Kamilla Rytter Juhl  | Jens Eriksen Mette Schjoldager | Anthony Clark Donna Kellogg                |
| Teams        | Dänemark                             | Niederlande                    | England                                    |

## Resultate

### Herreneinzel
- Peter Gade –  Ivan Khlestov: 21-7 / 21-8
- Georgi Petrov –  Aki Kananen: 21-18 / 21-11
- Nicholas Kidd –  Kęstutis Navickas: 15-21 / 21-19 / 21-18
- Rafał Hawel –  Alexandre Paixão: 11-21 / 21-15 / 21-18
- Dicky Palyama –  Erwin Kehlhoffner: 21-9 / 21-15
- Marcel Reuter –  Magnus Sahlberg: 21-14 / 21-7
- Jan Fröhlich –  Kristóf Horváth: 21-15 / 21-17
- Dmytro Zavadsky –  James Phillips: 21-15 / 21-6
- Björn Joppien –  Joe Morgan: 21-8 / 21-8
- Koen Ridder –  Neven Rihtar: 21-15 / 21-10
- Ville Lång –  Gordon Thomson: 18-21 / 21-6 / 21-14
- Pablo Abián –  Nikolaj Nikolaenko: 21-9 / 21-10
- Joachim Persson –  Adam Cwalina: 21-9 / 21-16
- Klaus Raffeiner –  Michal Matejka: 21-14 / 21-17
- Aamir Ghaffar –  Jean-Michel Lefort: 21-17 / 22-20
- Luka Petrič –  Steinar Klausen: 16-21 / 21-12 / 21-17
- Craig Goddard –  Mehmet Tural: 21-13 / 21-17
- Andrew Smith –  Scott Evans: 21-13 / 22-20
- Vladimir Malkov –  Carlos Longo: 21-16 / 21-16
- Eric Pang –  Mattias Wigardt: 21-16 / 17-21 / 21-19
- Petr Koukal –  Olivier Andrey: 21-13 / 21-17
- Martyn Lewis –  David Jaco: 14-21 / 21-13 / 24-22
- Krasimir Jankov –  Vitaliy Konov: 20-22 / 21-10 / 21-17
- Niels Christian Kaldau –  Roman Spitko: 17-21 / 21-14 / 21-12
- Vladislav Druzchenko –  Markus Heikkinen: 21-18 / 21-16
- Conrad Hückstädt –  Marco Vasconcelos: 21-16 / 21-10
- Simon Maunoury –  Savinos Iasonos: 21-15 / 21-15
- Przemysław Wacha –  Mikhail Sivenkov: 21-6 / 21-5
- Raul Must –  Georgios Charalambidis: 21-7 / 21-9
- Jürgen Koch –  Yauheni Yakauchuk: 21-9 / 21-12
- Henri Hurskainen –  Rune Massing: 23-25 / 21-15 / 21-18
- Kenneth Jonassen –  Rajiv Ouseph: 21-17 / 21-13
- Peter Gade –  Georgi Petrov: 21-15 / 21-9
- Nicholas Kidd –  Rafał Hawel: 21-12 / 11-21 / 21-16
- Dicky Palyama –  Marcel Reuter: 15-21 / 21-12 / 21-11
- Jan Fröhlich –  Dmytro Zavadsky: 21-16 / 21-9
- Björn Joppien –  Koen Ridder: 21-6 / 21-6
- Ville Lång –  Pablo Abián: 18-21 / 21-17 / 21-17
- Joachim Persson –  Klaus Raffeiner: 21-16 / 21-15
- Aamir Ghaffar –  Luka Petrič: 21-18 / 21-11
- Andrew Smith –  Craig Goddard: 18-21 / 21-12 / 21-11
- Eric Pang –  Vladimir Malkov: 21-10 / 21-8
- Petr Koukal –  Martyn Lewis: 14-21 / 23-21 / 21-15
- Niels Christian Kaldau –  Krasimir Jankov: 21-12 / 21-3
- Vladislav Druzchenko –  Conrad Hückstädt: 21-14 / 21-14
- Przemysław Wacha –  Simon Maunoury: 21-15 / 21-11
- Jürgen Koch –  Raul Must: 21-17 / 21-8
- Kenneth Jonassen –  Henri Hurskainen: 21-5 / 21-9
- Peter Gade –  Nicholas Kidd: 21-4 / 21-10
- Dicky Palyama –  Jan Fröhlich: 21-13 / 21-11
- Björn Joppien –  Ville Lång: 21-12 / 21-16
- Joachim Persson –  Aamir Ghaffar: 16-21 / 21-14 / 21-14
- Eric Pang –  Andrew Smith: 21-16 / 22-20
- Niels Christian Kaldau –  Petr Koukal: 21-9 / 21-10
- Przemysław Wacha –  Vladislav Druzchenko: 21-14 / 21-9
- Kenneth Jonassen –  Jürgen Koch: 21-17 / 21-10

|  | Viertelfinale          | Viertelfinale    | Viertelfinale | Viertelfinale |                        |    | Halbfinale | Halbfinale | Halbfinale | Halbfinale |  |  | Finale | Finale | Finale | Finale |
|  |                        |                  |               |               |                        |    |            |            |            |            |  |  |        |        |        |        |
|  | Peter Gade             | 21               | 21            |               |                        |    |            |            |            |            |  |  |        |        |        |        |
|  | Dicky Palyama          | 12               | 18            |               |                        |    |            |            |            |            |  |  |        |        |        |        |
|  | Dicky Palyama          | 12               | 18            |               | Peter Gade             | 24 | 21         |            |            |            |  |  |        |        |        |        |
|  |                        |                  |               |               | Peter Gade             | 24 | 21         |            |            |            |  |  |        |        |        |        |
|  |                        | Joachim Persson  | 22            | 10            |                        |    |            |            |            |            |  |  |        |        |        |        |
|  | Björn Joppien          | Joachim Persson  | 22            | 10            | 21                     | 12 | 14         |            |            |            |  |  |        |        |        |        |
|  | Björn Joppien          |                  |               |               |                        |    | 14         |            |            |            |  |  |        |        |        |        |
|  | Joachim Persson        | 15               | 21            | 21            |                        |    |            |            |            |            |  |  |        |        |        |        |
|  |                        |                  |               |               |                        |    | Peter Gade | 21         | 21         |            |  |  |        |        |        |        |
|  |                        | Kenneth Jonassen | 19            | 18            |                        |    |            |            |            |            |  |  |        |        |        |        |
|  | Eric Pang              | 18               | 18            |               |                        |    |            |            |            |            |  |  |        |        |        |        |
|  | Niels Christian Kaldau | 21               | 21            |               |                        |    |            |            |            |            |  |  |        |        |        |        |
|  | Niels Christian Kaldau | 21               | 21            |               | Niels Christian Kaldau | 19 | 16         |            |            |            |  |  |        |        |        |        |
|  |                        |                  |               |               | Niels Christian Kaldau | 19 | 16         |            |            |            |  |  |        |        |        |        |
|  |                        | Kenneth Jonassen | 21            | 21            |                        |    |            |            |            |            |  |  |        |        |        |        |
|  | Przemysław Wacha       | Kenneth Jonassen | 21            | 21            | 15                     | 12 |            |            |            |            |  |  |        |        |        |        |
|  | Przemysław Wacha       |                  |               |               |                        |    |            |            |            |            |  |  |        |        |        |        |
|  | Kenneth Jonassen       | 21               | 21            |               |                        |    |            |            |            |            |  |  |        |        |        |        |

### Dameneinzel
- Pi Hongyan –  Rachel van Cutsen: 21-13 / 21-18
- Anne Marie Pedersen –  Eva Sládeková: 21-13 / 21-10
- Sara Persson –  Sara Blengsli Kværnø: 21-4 / 21-6
- Anastasia Russkikh –  Telma Santos: 13-21 / 21-13 / 21-17
- Juliane Schenk –  Eleanor Cox: 21-10 / 21-10
- Anu Nieminen –  Maja Tvrdy: 21-11 / 21-5
- Akvilė Stapušaitytė –  Claudine Barnig: 21-14 / 21-10
- Mia Audina –  Karin Schnaase: 11-21 / 21-4 / 21-11
- Harriet Johnson –  Mariya Diptan: 21-16 / 21-17
- Elizabeth Cann –  Kati Tolmoff: 21-16 / 21-13
- Lucía Tavera –  Małgorzata Kurdelska: 13-21 / 21-14 / 21-16
- Susan Egelstaff –  Emelie Fabbeke: 21-19 / 21-17
- Eva Brožová –  Maria Ioannou: 21-12 / 21-19
- Simone Prutsch –  Camilla Sørensen: 17-21 / 21-17 / 7-1 ret.
- Linda Zechiri –  Corinne Jörg: 21-14 / 21-17
- Perrine Lebuhanic –  Andrea Žvorc: 21-14 / 21-18
- Jill Pittard –  Kamila Augustyn: 21-19 / 21-15
- Elena Prus –  Kristína Gavnholt: 21-17 / 17-21 / 21-18
- Petya Nedelcheva –  Maria Nikolaenko: 21-6 / 21-9
- Jeanine Cicognini –  Miriam Gruber: 21-11 / 21-9
- Petra Overzier –  Nina Weckström: 21-12 / 21-14
- Yoana Martínez –  Sophia Hansson: 21-10 / 21-10
- Yao Jie –  Maja Šavor: 21-5 / 21-8
- Tine Baun –  Piret Hamer: 21-13 / 21-14
- Rita Yuan Gao –  Nursel Aydoğmuş: 21-10 / 21-9
- Ekaterina Ananina –  Agnese Allegrini: 25-23 / 21-17
- Tracey Hallam –  Elina Väisänen: 21-12 / 21-4
- Nathalie Descamps –  Sarolta Varga: 21-16 / 21-14
- Judith Meulendijks –  Elin Bergblom: 21-9 / 21-11
- Filipa Lamy –  Angelika Węgrzyn: 14-21 / 21-15 / 21-18
- Xu Huaiwen –  Weny Rasidi: 21-11 / 21-1
- Elena Nozdran –  Olga Konon: w.o.
- Pi Hongyan –  Anne Marie Pedersen: 21-16 / 21-13
- Sara Persson –  Anastasia Russkikh: 21-12 / 21-15
- Juliane Schenk –  Elena Nozdran: 21-15 / 21-10
- Anu Nieminen –  Akvilė Stapušaitytė: 21-10 / 21-9
- Mia Audina –  Harriet Johnson: 21-8 / 21-10
- Elizabeth Cann –  Lucía Tavera: 24-22 / 21-13
- Susan Egelstaff –  Eva Brožová: 21-8 / 21-12
- Simone Prutsch –  Linda Zechiri: 21-18 / 14-21 / 24-22
- Perrine Lebuhanic –  Jill Pittard: 21-18 / 18-21 / 21-19
- Petya Nedelcheva –  Elena Prus: 21-6 / 21-11
- Petra Overzier –  Jeanine Cicognini: 21-9 / 21-6
- Yao Jie –  Yoana Martínez: 21-16 / 21-2
- Tine Baun –  Rita Yuan Gao: 21-10 / 21-13
- Tracey Hallam –  Ekaterina Ananina: 21-19 / 21-18
- Judith Meulendijks –  Nathalie Descamps: 21-13 / 21-12
- Xu Huaiwen –  Filipa Lamy: 21-8 / 21-8
- Pi Hongyan –  Sara Persson: 21-14 / 21-9
- Juliane Schenk –  Anu Nieminen: 21-18 / 21-12
- Mia Audina –  Elizabeth Cann: 21-13 / 21-15
- Susan Egelstaff –  Simone Prutsch: 21-10 / 5-2 ret.
- Petya Nedelcheva –  Perrine Lebuhanic: 21-11 / 21-5
- Yao Jie –  Petra Overzier: 21-15 / 21-16
- Tine Baun –  Tracey Hallam: 21-11 / 21-14
- Xu Huaiwen –  Judith Meulendijks: 15-21 / 21-15 / 21-17

|  | Viertelfinale    | Viertelfinale | Viertelfinale | Viertelfinale |                |    | Halbfinale | Halbfinale | Halbfinale | Halbfinale |  |  | Finale | Finale | Finale | Finale |
|  |                  |               |               |               |                |    |            |            |            |            |  |  |        |        |        |        |
|  | Pi Hongyan       | 19            | 20            |               |                |    |            |            |            |            |  |  |        |        |        |        |
|  | Juliane Schenk   | 21            | 22            |               |                |    |            |            |            |            |  |  |        |        |        |        |
|  | Juliane Schenk   | 21            | 22            |               | Juliane Schenk | 14 | 16         |            |            |            |  |  |        |        |        |        |
|  |                  |               |               |               | Juliane Schenk | 14 | 16         |            |            |            |  |  |        |        |        |        |
|  |                  | Mia Audina    | 21            | 21            |                |    |            |            |            |            |  |  |        |        |        |        |
|  | Mia Audina       | Mia Audina    | 21            | 21            | 21             | 21 |            |            |            |            |  |  |        |        |        |        |
|  | Mia Audina       |               |               |               |                |    |            |            |            |            |  |  |        |        |        |        |
|  | Susan Hughes     | 18            | 18            |               |                |    |            |            |            |            |  |  |        |        |        |        |
|  |                  |               |               |               |                |    | Mia Audina | 21         | 9          | 16         |  |  |        |        |        |        |
|  |                  | Xu Huaiwen    | 15            | 21            | 21             |    |            |            |            |            |  |  |        |        |        |        |
|  | Petya Nedelcheva | 15            | 16            |               |                |    |            |            |            |            |  |  |        |        |        |        |
|  | Yao Jie          | 21            | 21            |               |                |    |            |            |            |            |  |  |        |        |        |        |
|  | Yao Jie          | 21            | 21            | Yao Jie       |                |    |            |            |            |            |  |  |        |        |        |        |
|  |                  |               |               |               |                |    |            |            |            |            |  |  |        |        |        |        |
|  |                  | Xu Huaiwen    | wo            | wo            |                |    |            |            |            |            |  |  |        |        |        |        |
|  | Tine Rasmussen   | Xu Huaiwen    | wo            | wo            | 14             | 16 |            |            |            |            |  |  |        |        |        |        |
|  | Tine Rasmussen   |               |               |               |                |    |            |            |            |            |  |  |        |        |        |        |
|  | Xu Huaiwen       | 21            | 21            |               |                |    |            |            |            |            |  |  |        |        |        |        |

### Herrendoppel
- Miha Horvat /  Denis Peshehonov –  Stilian Makarski /  Demetris Kyprianou: 13-21 / 21-18 / 21-15
- Jürgen Wouters /  Ruud Bosch –  Stanislav Kohoutek /  Pavel Florián: 21-7 / 21-10
- Frédéric Mawet /  Wouter Claes –  Łukasz Moreń /  Wojciech Szkudlarczyk: 15-21 / 21-19 / 21-14
- Jan Fröhlich /  Jan Vondra –  Csaba Szikra /  Kristóf Horváth: 21-16 / 21-9
- Andrew Bowman /  Watson Briggs –  Valeriy Atrashchenkov /  Andriy Budko: 21-11 / 21-12
- Jens Eriksen /  Martin Lundgaard Hansen –  Simon Archer /  David Lindley: 19-21 / 21-13 / 21-16
- Mihail Popov /  Svetoslav Stoyanov –  Alexandre Paixão /  Marco Vasconcelos: 21-12 / 21-12
- Jürgen Koch /  Michael Lahnsteiner –  Giovanni Traina /  Luigi Izzo: 21-5 / 21-9
- Miha Horvat /  Denis Peshehonov –  Scott Evans /  Brian Smyth: 16-21 / 21-18 / 21-9
- Michał Łogosz /  Robert Mateusiak –  Petri Hyyryläinen /  Mikko Vikman: 21-12 / 21-9
- David T. Forbes /  Stewart Kerr –  Vitaliy Konov /  Dmytro Zavadsky: 21-16 / 19-21 / 21-14
- Roman Spitko /  Michael Fuchs –  Joe Morgan /  James Phillips: 21-8 / 21-9
- Jürgen Wouters /  Ruud Bosch –  Steinar Klausen /  Erik Rundle: 21-11 / 21-11
- Frédéric Mawet /  Wouter Claes –  Andrey Konakh /  Alexandr Russkikh: 13-21 / 21-13 / 21-15
- Matthew Hughes /  Martyn Lewis –  Jorrit de Ruiter /  Koen Ridder: 21-14 / 21-14
- Jan Fröhlich /  Jan Vondra –  Michael Andrey /  Christian Bösiger: 16-21 / 21-18 / 24-22
- Anthony Clark /  Robert Blair –  Erwin Kehlhoffner /  Thomas Quéré: 21-15 / 21-15
- Andrew Bowman /  Watson Briggs –  Ivan Khlestov /  Vladimir Malkov: 17-21 / 21-11 / 23-21
- Kristof Hopp /  Ingo Kindervater –  Huseyin Durakcan /  Göksel Kundakçı: 21-9 / 21-11
- Georgi Petrov /  Yulian Hristov –  Ants Mängel /  Raul Must: 21-16 / 21-16
- Mathias Boe /  Carsten Mogensen –  Neven Rihtar /  Vedran Ciganović: w.o.
- Jens Eriksen /  Martin Lundgaard Hansen –  Mihail Popov /  Svetoslav Stoyanov: 21-15 / 21-14
- Jürgen Koch /  Michael Lahnsteiner –  Miha Horvat /  Denis Peshehonov: 21-19 / 30-28
- Michał Łogosz /  Robert Mateusiak –  David T. Forbes /  Stewart Kerr: 21-15 / 22-20
- Roman Spitko /  Michael Fuchs –  Jürgen Wouters /  Ruud Bosch: 21-3 / 21-15
- Matthew Hughes /  Martyn Lewis –  Frédéric Mawet /  Wouter Claes: 11-21 / 21-12 / 21-17
- Anthony Clark /  Robert Blair –  Jan Fröhlich /  Jan Vondra: 21-14 / 21-13
- Kristof Hopp /  Ingo Kindervater –  Andrew Bowman /  Watson Briggs: 21-13 / 21-14
- Mathias Boe /  Carsten Mogensen –  Georgi Petrov /  Yulian Hristov: w.o.
- Jens Eriksen /  Martin Lundgaard Hansen –  Jürgen Koch /  Michael Lahnsteiner: 21-11 / 21-6
- Michał Łogosz /  Robert Mateusiak –  Roman Spitko /  Michael Fuchs: 21-9 / 21-14
- Anthony Clark /  Robert Blair –  Matthew Hughes /  Martyn Lewis: 21-15 / 21-18
- Mathias Boe /  Carsten Mogensen –  Kristof Hopp /  Ingo Kindervater: 21-12 / 21-17

|  | Halbfinale | Halbfinale                           | Halbfinale | Halbfinale | Halbfinale |  |  | Finale | Finale                               | Finale | Finale | Finale |
|  |            |                                      |            |            |            |  |  |        |                                      |        |        |        |
|  |            |                                      |            |            |            |  |  |        |                                      |        |        |        |
|  |            | Jens Eriksen Martin Lundgaard Hansen | 21         | 23         |            |  |  |        |                                      |        |        |        |
|  |            | Robert Mateusiak Michał Łogosz       | 19         | 21         |            |  |  |        |                                      |        |        |        |
|  |            |                                      |            |            |            |  |  |        | Jens Eriksen Martin Lundgaard Hansen | 21     | 21     |        |
|  |            |                                      |            |            |            |  |  |        | Robert Blair Anthony Clark           | 15     | 17     |        |
|  |            | Robert Blair Anthony Clark           | 21         | 11         | 21         |  |  |        |                                      |        |        |        |
|  |            | Carsten Mogensen Mathias Boe         | 17         | 21         | 18         |  |  |        |                                      |        |        |        |
|  |            |                                      |            |            |            |  |  |        |                                      |        |        |        |

### Damendoppel
- Elisa Chanteur /  Laura Choinet –  Maja Kersnik /  Maja Tvrdy: 21-16 / 21-13
- Elodie Eymard /  Weny Rasidi –  Agnese Allegrini /  Federica Panini: 21-17 / 21-14
- Tina Riedl /  Miriam Gruber –  Olga Kozlova /  Anastasia Kudinova: w.o.
- Gail Emms /  Donna Kellogg –  Eva Brožová /  Hana Milisová: 21-15 / 21-14
- Natalia Golovkina /  Elena Nozdran –  Akvilė Stapušaitytė /  Kristina Dovidaitytė: 21-8 / 21-3
- Peter Mundy /  Judith Meulendijks –  Imogen Bankier /  Emma Mason: 21-16 / 21-13
- Britta Andersen /  Mette Schjoldager –  Dometia Ioannou /  Maria Ioannou: 21-9 / 21-8
- Carina Mette /  Birgit Overzier –  Ekaterina Ananina /  Anastasia Russkikh: 21-16 / 21-18
- Johanna Persson /  Elin Bergblom –  Piret Hamer /  Helen Reino: 21-15 / 21-6
- Elisa Chanteur /  Laura Choinet –  Elina Väisänen /  Noora Virta: 26-24 / 21-19
- Tina Riedl /  Miriam Gruber –  Sabrina Jaquet /  Corinne Jörg: 21-18 / 18-21 / 21-19
- Lena Frier Kristiansen /  Kamilla Rytter Juhl –  Emelie Fabbeke /  Sophia Hansson: 21-10 / 21-9
- Nina Weckström /  Anu Nieminen –  Matea Čiča /  Morana Esih: 21-13 / 21-4
- Kamila Augustyn /  Nadieżda Zięba –  Ezgi Epice /  Öznur Çalışkan: 21-10 / 21-7
- Elodie Eymard /  Weny Rasidi –  Filipa Lamy /  Telma Santos: 21-18 / 21-19
- Joanne Nicholas /  Natalie Munt –  Michelle Douglas /  Rita Yuan Gao: 21-16 / 21-11
- Diana Dimova /  Petya Nedelcheva –  Rachel van Cutsen /  Paulien van Dooremalen: 21-15 / 21-7
- Nicole Grether /  Juliane Schenk –  Mariya Diptan /  Elena Prus: 21-7 / 21-12
- Małgorzata Kurdelska /  Paulina Matusewicz –  Maya Dobreva /  Linda Zechiri: w.o.
- Gail Emms /  Donna Kellogg –  Natalia Golovkina /  Elena Nozdran: 21-12 / 21-15
- Peter Mundy /  Judith Meulendijks –  Małgorzata Kurdelska /  Paulina Matusewicz: 21-18 / 22-20
- Britta Andersen /  Mette Schjoldager –  Carina Mette /  Birgit Overzier: 21-16 / 21-14
- Johanna Persson /  Elin Bergblom –  Elisa Chanteur /  Laura Choinet: 21-18 / 21-11
- Lena Frier Kristiansen /  Kamilla Rytter Juhl –  Tina Riedl /  Miriam Gruber: 21-7 / 21-11
- Kamila Augustyn /  Nadieżda Zięba –  Nina Weckström /  Anu Nieminen: 21-19 / 21-16
- Joanne Nicholas /  Natalie Munt –  Elodie Eymard /  Weny Rasidi: 21-15 / 21-19
- Nicole Grether /  Juliane Schenk –  Diana Dimova /  Petya Nedelcheva: 21-15 / 21-14
- Gail Emms /  Donna Kellogg –  Peter Mundy /  Judith Meulendijks: 21-19 / 21-8
- Johanna Persson /  Elin Bergblom –  Britta Andersen /  Mette Schjoldager: 21-18 / 19-21 / 21-15
- Lena Frier Kristiansen /  Kamilla Rytter Juhl –  Kamila Augustyn /  Nadieżda Zięba: 21-19 / 19-21 / 24-22
- Nicole Grether /  Juliane Schenk –  Joanne Nicholas /  Natalie Munt: 21-17 / 21-17

|  | Halbfinale | Halbfinale                                 | Halbfinale | Halbfinale | Halbfinale |  |  | Finale | Finale                        | Finale | Finale | Finale |
|  |            |                                            |            |            |            |  |  |        |                               |        |        |        |
|  |            |                                            |            |            |            |  |  |        |                               |        |        |        |
|  |            | Donna Kellogg Gail Emms                    | 21         | 16         | 21         |  |  |        |                               |        |        |        |
|  |            | Elin Bergblom Johanna Persson              | 9          | 21         | 15         |  |  |        |                               |        |        |        |
|  |            |                                            |            |            |            |  |  |        | Donna Kellogg Gail Emms       | 21     | 21     |        |
|  |            |                                            |            |            |            |  |  |        | Juliane Schenk Nicole Grether | 12     | 10     |        |
|  |            | Lena Frier Kristiansen Kamilla Rytter Juhl | 21         | 14         | 21         |  |  |        |                               |        |        |        |
|  |            | Juliane Schenk Nicole Grether              | 9          | 21         | 15         |  |  |        |                               |        |        |        |
|  |            |                                            |            |            |            |  |  |        |                               |        |        |        |

### Mixed
- Kristof Hopp /  Birgit Overzier –  Vitaliy Konov /  Mariya Diptan: 21-8 / 21-7
- Jürgen Wouters /  Paulien van Dooremalen –  Yulian Hristov /  Diana Dimova: 24-22 / 21-11
- Andrew Bowman /  Rita Yuan Gao –  Csaba Szikra /  Sarolta Varga: 21-8 / 21-5
- Jan Fröhlich /  Hana Milisová –  Miha Horvat /  Maja Kersnik: 21-17 / 21-14
- Nikolaj Nikolaenko /  Anastasia Russkikh –  Jean-Michel Lefort /  Weny Rasidi: 22-20 / 21-23 / 21-13
- Alexandre Paixão /  Filipa Lamy –  Anthony Dumartheray /  Sabrina Jaquet: 21-13 / 21-17
- Giovanni Traina /  Federica Panini –  Savinos Iasonos /  Dometia Ioannou: 21-9 / 21-5
- Tim Dettmann /  Carina Mette –  Neven Rihtar /  Maja Šavor: 21-10 / 14-21 / 21-10
- Valeriy Atrashchenkov /  Elena Prus –  Michael Lahnsteiner /  Tina Riedl: 21-16 / 21-15
- Petri Hyyryläinen /  Noora Virta –  Huseyin Durakcan /  Ezgi Epice: 21-15 / 21-11
- Luka Petrič /  Maja Tvrdy –  Kęstutis Navickas /  Akvilė Stapušaitytė: 21-17 / 21-19
- Lars Paaske /  Helle Nielsen –  Mikhail Sivenkov /  Maria Nikolaenko: 21-16 / 21-15
- Henri Hurskainen /  Johanna Persson –  Stilian Makarski /  Maya Dobreva: 21-11 / 21-16
- Martin Herout /  Eva Brožová –  Adam Cwalina /  Małgorzata Kurdelska: 21-18 / 21-11
- Mikko Vikman /  Elina Väisänen –  Erik Rundle /  Sara Blengsli Kværnø: 18-21 / 21-14 / 21-17
- Vladislav Druzchenko /  Elena Nozdran –  Klaus Raffeiner /  Agnese Allegrini: 21-12 / 21-12
- Wojciech Szkudlarczyk /  Paulina Matusewicz –  Michal Matejka /  Eva Sládeková: 21-16 / 21-18
- Watson Briggs /  Imogen Bankier –  Jan Vondra /  Kristína Gavnholt: 21-18 / 18-21 / 21-10
- Carsten Mogensen /  Lena Frier Kristiansen –  Vladimir Malkov /  Olga Kozlova: w.o.
- Christian Bösiger /  Jeanine Cicognini –  Andrey Konakh /  Olga Konon: w.o.
- Wouter Claes /  Nathalie Descamps –  Vedran Ciganović /  Morana Esih: w.o.
- Svetoslav Stoyanov /  Elodie Eymard –  Blagovest Kisyov /  Atanaska Spasova: w.o.
- Mehmet Tural /  Nursel Aydoğmuş –  Alexandr Russkikh /  Anastasia Kudinova: w.o.
- Kristof Hopp /  Birgit Overzier –  Jürgen Wouters /  Paulien van Dooremalen: 21-18 / 21-11
- Robert Mateusiak /  Nadieżda Zięba –  Carsten Mogensen /  Lena Frier Kristiansen: 20-22 / 21-19 / 24-22
- Andrew Bowman /  Rita Yuan Gao –  Jan Fröhlich /  Hana Milisová: 21-8 / 21-12
- Thomas Laybourn /  Kamilla Rytter Juhl –  Nikolaj Nikolaenko /  Anastasia Russkikh: 21-16 / 11-21 / 21-11
- Alexandre Paixão /  Filipa Lamy –  Giovanni Traina /  Federica Panini: 21-12 / 21-16
- Kristian Roebuck /  Jenny Wallwork –  Tim Dettmann /  Carina Mette: 21-16 / 21-17
- Petri Hyyryläinen /  Noora Virta –  Valeriy Atrashchenkov /  Elena Prus: 21-17 / 21-18
- Christian Bösiger /  Jeanine Cicognini –  Luka Petrič /  Maja Tvrdy: 19-21 / 21-13 / 21-13
- Lars Paaske /  Helle Nielsen –  Ingo Kindervater /  Kathrin Piotrowski: 20-22 / 21-15 / 21-18
- Henri Hurskainen /  Johanna Persson –  Wouter Claes /  Nathalie Descamps: 21-5 / 21-18
- Anthony Clark /  Donna Kellogg –  Martin Herout /  Eva Brožová: 21-8 / 21-8
- Vladislav Druzchenko /  Elena Nozdran –  Mikko Vikman /  Elina Väisänen: 21-10 / 21-14
- Robert Blair /  Natalie Munt –  Wojciech Szkudlarczyk /  Paulina Matusewicz: 21-8 / 21-9
- Svetoslav Stoyanov /  Elodie Eymard –  Watson Briggs /  Imogen Bankier: 21-8 / 21-19
- Jens Eriksen /  Mette Schjoldager –  Mehmet Tural /  Nursel Aydoğmuş: 21-10 / 21-4
- Nathan Robertson /  Gail Emms –  Ants Mängel /  Karoliine Hõim: 21-9 / 21-14
- Kristof Hopp /  Birgit Overzier –  Nathan Robertson /  Gail Emms: 21-15 / 21-18
- Robert Mateusiak /  Nadieżda Zięba –  Andrew Bowman /  Rita Yuan Gao: 21-13 / 21-15
- Thomas Laybourn /  Kamilla Rytter Juhl –  Alexandre Paixão /  Filipa Lamy: 21-11 / 21-10
- Kristian Roebuck /  Jenny Wallwork –  Petri Hyyryläinen /  Noora Virta: 21-12 / 22-20
- Lars Paaske /  Helle Nielsen –  Christian Bösiger /  Jeanine Cicognini: 21-9 / 19-21 / 21-12
- Anthony Clark /  Donna Kellogg –  Henri Hurskainen /  Johanna Persson: 21-11 / 21-12
- Robert Blair /  Natalie Munt –  Vladislav Druzchenko /  Elena Nozdran: 21-12 / 21-12
- Jens Eriksen /  Mette Schjoldager –  Svetoslav Stoyanov /  Elodie Eymard: 21-10 / 21-7
- Robert Mateusiak /  Nadieżda Zięba –  Kristof Hopp /  Birgit Overzier: 14-21 / 21-18 / 21-15
- Thomas Laybourn /  Kamilla Rytter Juhl –  Kristian Roebuck /  Jenny Wallwork: 21-8 / 21-13
- Anthony Clark /  Donna Kellogg –  Lars Paaske /  Helle Nielsen: 21-12 / 17-21 / 22-20
- Jens Eriksen /  Mette Schjoldager –  Robert Blair /  Natalie Munt: 21-9 / 21-14

|  | Halbfinale | Halbfinale                           | Halbfinale | Halbfinale | Halbfinale |  |  | Finale | Finale                              | Finale | Finale | Finale |
|  |            |                                      |            |            |            |  |  |        |                                     |        |        |        |
|  |            |                                      |            |            |            |  |  |        |                                     |        |        |        |
|  |            | Robert Mateusiak Nadieżda Kostiuczyk | 16         | 21         | 21         |  |  |        |                                     |        |        |        |
|  |            | Thomas Laybourn Kamilla Rytter Juhl  | 21         | 14         | 23         |  |  |        |                                     |        |        |        |
|  |            |                                      |            |            |            |  |  |        | Thomas Laybourn Kamilla Rytter Juhl | 21     | 22     |        |
|  |            |                                      |            |            |            |  |  |        | Jens Eriksen Mette Schjoldager      | 20     | 14     |        |
|  |            | Anthony Clark Donna Kellogg          | 16         | 14         |            |  |  |        |                                     |        |        |        |
|  |            | Jens Eriksen Mette Schjoldager       | 21         | 21         |            |  |  |        |                                     |        |        |        |
|  |            |                                      |            |            |            |  |  |        |                                     |        |        |        |

## Teams

### Gruppenphase

#### Gruppe A
| Dänemark | 5-0 | Portugal   |
| Ukraine  | 2-3 | Frankreich |
| Portugal | 0-5 | Frankreich |
| Dänemark | 5-0 | Ukraine    |
| Portugal | 0-5 | Ukraine    |
| Dänemark | 4-1 | Frankreich |

|    | Land       | Sp. | Pk. | St.   | Ga.   | Pu.     |
| -- | ---------- | --- | --- | ----- | ----- | ------- |
| 1. | Dänemark   | 3   | 6   | 14-01 | 28-02 | 606-344 |
| 2. | Frankreich | 3   | 4   | 09-06 | 18-14 | 555-500 |
| 3. | Ukraine    | 3   | 2   | 07-08 | 15-17 | 507-577 |
| 4. | Portugal   | 3   | 0   | 00-15 | 02-30 | 419-666 |

#### Gruppe B
| Niederlande | 4-1 | Spanien    |
| Schottland  | 1-4 | Schweden   |
| Spanien     | 2-3 | Schottland |
| Niederlande | 3-2 | Schweden   |
| Spanien     | 3-2 | Schweden   |
| Niederlande | 3-2 | Schottland |

|    | Land        | Sp. | Pk. | St.   | Ga.   | Pu.     |
| -- | ----------- | --- | --- | ----- | ----- | ------- |
| 1. | Niederlande | 3   | 6   | 10-05 | 24-11 | 692-557 |
| 2. | Schweden    | 3   | 2   | 08-07 | 19-17 | 671-659 |
| 3. | Schottland  | 3   | 2   | 06-09 | 15-21 | 645-660 |
| 4. | Spanien     | 3   | 2   | 06-09 | 13-22 | 550-682 |

#### Gruppe C
| Deutschland | 5-0 | Tschechien |
| Wales       | 1-4 | Russland   |
| Tschechien  | 0-5 | Russland   |
| Deutschland | 5-0 | Wales      |
| Tschechien  | 3-2 | Wales      |
| Deutschland | 5-0 | Russland   |

|    | Land        | Sp. | Pk. | St.   | Ga.   | Pu.     |
| -- | ----------- | --- | --- | ----- | ----- | ------- |
| 1. | Deutschland | 3   | 6   | 15-00 | 30-04 | 692-411 |
| 2. | Russland    | 3   | 4   | 09-06 | 20-15 | 628-590 |
| 3. | Tschechien  | 3   | 2   | 03-12 | 10-25 | 543-670 |
| 4. | Wales       | 3   | 0   | 03-12 | 08-24 | 427-619 |

#### Gruppe D
| England   | 5-0 | Bulgarien |
| Finnland  | 1-4 | Polen     |
| Bulgarien | 1-4 | Polen     |
| England   | 4-1 | Finnland  |
| Bulgarien | 2-3 | Finnland  |
| England   | 3-2 | Polen     |

|    | Land      | Sp. | Pk. | St.   | Ga.   | Pu.     |
| -- | --------- | --- | --- | ----- | ----- | ------- |
| 1. | England   | 3   | 6   | 12-03 | 25-07 | 649-445 |
| 2. | Polen     | 3   | 4   | 10-05 | 19-12 | 566-497 |
| 3. | Finnland  | 3   | 2   | 05-10 | 12-22 | 501-660 |
| 4. | Bulgarien | 3   | 0   | 03-12 | 09-24 | 517-631 |

### Endrunde

#### Halbfinale
| 10. April 2006 | Dänemark | 3 – 1 | Deutschland |  |

| Jens Eriksen/Mette Schjoldager | Jens Eriksen/Mette Schjoldager |  | Ingo Kindervater/Kathrin Piotrowski | 1 - 0 (21-5, 21-17)         |
| Peter Gade                     | Peter Gade                     |  | Björn Joppien                       | 1 - 0 (21-12, 19-21, 21-13) |
| Tine Rasmussen                 | Tine Rasmussen                 |  | Xu Huaiwen                          | 0 - 1 (19-21, 13-21)        |
| Mathias Boe/Carsten Mogensen   | Mathias Boe/Carsten Mogensen   |  | Kristof Hopp/Ingo Kindervater       | 1 - 0 (21-18, 21-18)        |
|                                |                                |  |                                     |                             |

| 10. April 2006 | England | 2 – 3 | Niederlande |  |

| Nathan Robertson/Gail Emms | Nathan Robertson/Gail Emms |  | Jürgen Wouters/Paulien van Dooremalen | 1 - 0 (21-12, 21-9)         |
| Tracey Hallam              | Tracey Hallam              |  | Mia Audina                            | 0 - 1 (16-21, 7-21)         |
| Aamir Ghaffar              | Aamir Ghaffar              |  | Dicky Palyama                         | 0 - 1 (21-13, 16-21, 17-21) |
| Anthony Clark/Robert Blair | Anthony Clark/Robert Blair |  | Koen Ridder/Ruud Bosch                | 1 - 0 (21-7, 21-15)         |
| Gail Emms/Donna Kellogg    | Gail Emms/Donna Kellogg    |  | Judith Meulendijks/Mia Audina         | 0 - 1 (15-21, 16-21)        |

#### Spiel um Bronze
| 10. April 2006 | Deutschland | 2 – 3 | England |  |

| Ingo Kindervater/Kathrin Piotrowski | Ingo Kindervater/Kathrin Piotrowski |  | Nathan Robertson/Donna Kellogg | 0 - 1 (18-21, 19-21)        |
| Björn Joppien                       | Björn Joppien                       |  | Aamir Ghaffar                  | 1 - 0 (21-18, 18-21, 21-15) |
| Xu Huaiwen                          | Xu Huaiwen                          |  | Tracey Hallam                  | 1 - 0 (21-12, 21-10)        |
| Kristof Hopp/Ingo Kindervater       | Kristof Hopp/Ingo Kindervater       |  | Anthony Clark/Robert Blair     | 0 - 1 (14-21, 14-21)        |
| Juliane Schenk/Nicole Grether       | Juliane Schenk/Nicole Grether       |  | Gail Emms/Donna Kellogg        | 0 - 1 (19-21, 5-21)         |

#### Finale
| 10. April 2006 | Dänemark | 3 – 1 | Niederlande |  |

| Jens Eriksen/Mette Schjoldager       | Jens Eriksen/Mette Schjoldager       |  | Jürgen Wouters/Paulien van Dooremalen | 1 - 0 (21-15, 21-13) |
| Tine Rasmussen                       | Tine Rasmussen                       |  | Yao Jie                               | 0 - 1 (20-22, 19-21) |
| Kenneth Jonassen                     | Kenneth Jonassen                     |  | Eric Pang                             | 1 - 0 (21-12, 21-17) |
| Jens Eriksen/Martin Lundgaard Hansen | Jens Eriksen/Martin Lundgaard Hansen |  | Koen Ridder/Ruud Bosch                | 1 - 0 (21-11, 21-14) |
|                                      |                                      |  |                                       |                      |

### Endstand
| Platz | Land |
| ----- | --- |
| 1.    | Dänemark Tine Rasmussen, Mette Schjoldager, Britta Andersen, Kamilla Rytter Juhl, Lena Frier Kristiansen, Anne Marie Pedersen Niels Kaldau, Mathias Boe, Carsten Mogensen, Thomas Laybourn, Kenneth Jonassen, Jens Eriksen, Peter Gade, Martin Lundgaard Hansen |
| 2.    | Niederlande Mia Audina, Brenda Beenhakker, Judith Meulendijks, Rachel van Cutsen, Paulien van Dooremalen, Yao Jie Ruud Bosch, Dicky Palyama, Eric Pang, Koen Ridder, Jürgen Wouters                                                                             |
| 3.    | England Natalie Munt, Tracey Hallam, Gail Emms, Donna Kellogg, Elizabeth Cann, Joanne Nicholas Robert Blair, Aamir Ghaffar, Nathan Robertson, Anthony Clark, Nicholas Kidd, David Lindley                                                                       |
| 4.    | Deutschland Kathrin Piotrowski, Juliane Schenk, Nicole Grether, Birgit Overzier, Petra Overzier, Xu Huaiwen Ingo Kindervater, Björn Joppien, Michael Fuchs, Roman Spitko, Kristof Hopp                                                                          |

## Medaillenspiegel
| Pos | Land        | Gold | Silber | Bronze | Gesamt |
| --- | ----------- | ---- | ------ | ------ | ------ |
| 1   | Dänemark    | 4    | 3      | 3      | 10     |
| 2   | Deutschland | 1    | 1      | 1      | 3      |
| 3   | England     | 1    | 0      | 3      | 4      |
| 4   | Niederlande | 0    | 2      | 1      | 3      |
| 5   | Polen       | 0    | 0      | 2      | 2      |
| 6   | Schweden    | 0    | 0      | 1      | 1      |
|     | Gesamt      | 6    | 6      | 11     | 23     |